# Robert Gericke
Robert Gericke (* 6. Januar 1889; † 1966) war ein deutscher Fußballspieler. 

## Karriere
Gericke gehörte Eintracht Braunschweig als Abwehrspieler an, für die er unter dem am 15. April 1905 gegründeten Norddeutschen Fußball-Verband Punktspiele im Bezirk Braunschweig bestritt. Am Saisonende 1907/08 wurde er mit seiner Mannschaft Bezirksmeister, die infolgedessen auch an der Norddeutschen Meisterschaft teilnahm. Am 12. Mai 1908 gewann seine Mannschaft das Finale gegen den FC Victoria Hamburg von 1895 in Braunschweig; er gehörte nicht zur Finalelf, wurde jedoch im Verlauf der Endrunde eingesetzt.
Mit dem Titelgewinn war seine Mannschaft für die Endrunde um die Deutsche Meisterschaft qualifiziert, scheiterte aber im Hamburger Stadion Hoheluft mit 0:1 am Duisburger SpV bereits im Viertelfinale am 3. Mai 1908. Dort wirkte ein Spieler unter dem Pseudonym „Ehrich“ mit; ob es sich um Gericke gehandelt hat, ist nicht überliefert.
Ab 1912 spielte er einige Zeit in Berlin beim BFC Preußen. Er kehrte erst nach Ende des 1. Weltkrieges nach Braunschweig zurück, wo er später zum Ehrenmitglied der Eintracht wurde.

## Erfolge
- Norddeutscher Meister 1908
- Meister des NFV-Bezirks Braunschweig 1908